# Aleksandr Szmarko
Aleksandr Nikołajewicz Szmarko, ros. Александр Николаевич Шмарко (ur. 12 marca 1969, Rosyjska FSRR) – rosyjski piłkarz, grający na pozycji obrońcy, reprezentant Rosji.

## Kariera piłkarska

### Kariera klubowa
Karierę piłkarską rozpoczął w drugoligowych radzieckich klubach Łokomotiw Mineralne Wody i Chimik Biełorieczieńsk. Na początku 1991 został piłkarzem Kubania Krasnodar, skąd latem 1991 przeniósł się do Rotora Wołgograd. W wołgogradzkiej drużynie występował przez 9 lat, zdobywając wiele sukcesów. Na początku 2000 został zaproszony przez byłego trenera Rotora Wiktora Prokopenkę do ukraińskiego Szachtara Donieck. Po roku pobytu na Ukrainie powrócił do ojczyzny, gdzie potem bronił barw klubów Rostsielmasz Rostów nad Donem, Terek Grozny i Spartak Niżny Nowogród. W 2006 zakończył karierę piłkarską w Spartaku Kostroma.

### Kariera reprezentacyjna
19 sierpnia 1998 debiutował w drużynie narodowej Rosji w przegranym 0:1 meczu towarzyskim ze Szwecją.

## Sukcesy i odznaczenia

### Sukcesy klubowe
- wicemistrz Rosji: 1993, 1997
- brązowy medalista Mistrzostw Rosji: 1996
- wicemistrz Ukrainy: 2000
- zdobywca Pucharu Rosji: 2004
- mistrz Pierwszej Ligi ZSRR: 1991
- mistrz Rosyjskiej Pierwszej Dywizji: 2004
- finalista Pucharu Intertoto: 1996

### Sukcesy indywidualne
- wybrany do listy 33 najlepszych piłkarzy Rosji: nr 2 (1997), nr 3 (1993, 1998)
- najlepszy lewy obrońca mistrzostw Rosji według gazety Sport-Ekspress: 1997